# Melchiorre Chiesa
Melchior Chiesa (* 1740; † 1799) war ein italienischer Komponist und Musiker.

## Leben
Leopold Mozart erwähnt Chiesa in einem Brief; dieser habe 1770 an mehreren Aufführungen der Oper Mitridate seines Sohnes Wolfgang Amadeus in der Mailänder Scala als Cembalist mitgewirkt.
Chiesa ist 1775 als Kapellmeister an den Mailänder Kirchen San Lorenzo Maggiore alle Colonne und Sant Eustorgio nachgewiesen und als Cembalist an der Scala bis 1783.
In den Archiven diverser Bibliotheken ruht ein großer Bestand von ihm komponierter Kirchen- und Instrumentalmusik.
Im heutigen Konzertleben ist er wiederentdeckt worden, weil von ihm zwei Sonaten für Salterio (italienisches Barockhackbrett) mit Generalbass überliefert sind, die wesentlichen Anstoß zur Erschließung von barocker Instrumentalmusik auf dem modernen Hackbrett beigetragen haben.